# قرع على بوابة القصر
قرع على بوابة القصر (بالألمانية: Der Schlag ans Hoftor) قصة قصيرة ألمانية من تأليف الكاتب التشيكي فرانز كافكا، كتبها في الفترة من شهر فبراير وحتى مارس من العام 1917، ونشرت بعد وفاته في برلين في عام 1931 ضمن مجموعة قصص قصيرة من تأليفه قام صديقه ماكس برود بتجميعها تحت مسمى «سور الصين العظيم» (Beim Bau der Chinesischen Mauer). نشرت الترجمة الإنجليزية الأولى بعد عامين في 1933 في لندن.

## القصة
تبرز القصة القصيرة العديد من المواضيع الهامة في أعمال كافكا. في القصة يبدأ الراوي بالتحدث عن عودته هو وأخته في أحد الأيام إلى بيتهما، وبينما هما في طريق العودة تبدأ أخته بالقرع على باب منزل كبير بغرض اللعب، باقي القصة يثبت أن لهذه القرعة عواقب وخيمة، حيث صدف أن للمالك حراس فيقوم بإرسال اثنين من جنوده خلفهما. يسرد الرواي الأحداث كنوع من التحذير، فينبه بأن الأفعال الصغيرة تؤدي إلى عواقب كبيرة في الحياة، مثلما هو على وشك أن يُعذَّب.

## التحليل
يمكن تفسير القصة على أنها تبين تطور الأحداث الرهيبة المفاجئ في القصة من دون سابق إنذار على الرغم من وجود تفسير منطقي لوقوعها وترتبط في هذا الشأن بنظرية الفوضى.

## وصلات خارجية
- قرع على بوابة القصر، على كتب جوجل.
- قرع على بوابة القصر، على AbeBooks.
- قرع على بوابة القصر، على ويكي مصدر الألمانية.